# Ото I (Монферат)
Вижте пояснителната страница за други личности с името Ото I.
Ото I (Otto I, Otho, Ottone, † 991) от род Алерамичи е през 991 г. маркграф на Монферат
Ото I е син и наследник на маркграф Алерам Монфератски и първата му съпруга Аделаида.
Ото и по-малкият му брат Анселм основават през 961 г. манастира в Грацано. След смъртта на баща им през 967 г. братятата разделят голямата марка Алерамика. Ото I получава Монтферат, а Анселм получава Лигурия. Техният най-голям брат Вилхелм II, който е съ-маркграф с баща му, умира вероятно през 961 г.
Ото I се жени и има два сина и две дъщери:
- Вилхелм III (* 970, † 1042), маркграф на Монферат от 991 г., женен за Ваца
- Рипрандо
- Отта
- Валдрада (Gualderada).